# Blanka Kastiljska
Blanka Kastiljska (špansko Blanca de Castilla, francosko Blanche de Castille) je bila po poroki z Ludvikom VIII. francoska kraljica žena,  * 4. marec 1188, † 27. november 1252.  
Med vladavino njunega sina Ludvika IX. je bila dvakrat francoska  regentka: prvič med njegovo mladoletnostjo od leta 1226 do 1234 in drugič med njegovo udeležbo v sedmi križarski vojni od leta 1248 do 1252. 

## Zgodnje življenje
Blanka je bila rojena leta 1188 v Palenciji v Španiji kot tretja hči kastiljskega kralja Alfonza VIII.  in Eleonore Angleške, sestre angleških kraljev Riharda I. in Ivana Brez dežele. V mladosti je večkrat obiskala opatijo Santa María la Real de Las Huelgas, ki sta jo ustanovila njena starša. Zaradi sporazuma iz Le Gouleta med Filipom II. Francoskim in angleškim kraljem Ivanom je bila Blankina sestra Urraca zaročena s Filipovim sinom Ludvikom IX. Po srečanju s sestrama je  Eleonora Akvitanska presodila, da je Blanka bolj primerna nevesta. Eleonora je spomladi leta 1200 pripeljala Blanko v Francijo.

## Poroka
Ko je bila poročna pogodba končno podpisana, je bila Blanka  stara dvanajst let, Ludvik pa le pol leta starejši. Kralj Ivan ji je za doto odstopil  fevda Issoudun in Graçay. Poroka je bila sklenjena 23. maja 1200 v Port-Mortu na desnem bregu Sene na Ivanovih posestih, saj so bile Filipove posesti pod prepovedjo. Blanka je prvega otroka rodila leta 1205, stara sedemnajst let.
Med uporom angleških baronov v letih 1215–1216 proti kralju Ivanu je prav Blankino poreklo vnukinje kralja Henrika II. privedlo do tega, da je bil Ludvik predlagan za angleškega kralja. S kronanjem ni bilo nič, ker so baroni po Ivanovi smrti  oktobra 1216 svojo zvestobo prenesli na Ivanovega devetletnega sina Henrika. 
Ludvik je še naprej zahteval angleško krono, a je naletel na enoten odpor ljudstva. Filip II. ni hotel pomagati svojemu sinu in Blanka je ostala njegova edina podpora. Od svojega tasta Filipa II. je izsiljevala denar z grožnjo, da bo svoje otroke dala za talce. Utrdila se je v Calaisu in organizirala dve floti, eno pod poveljstvom Evstahija Meniha, in vojsko pod poveljstvom Roberta Courtenaya. Ker so bile francoske sile maja 1217 pri Lincolnu poražene  in nato na poti nazaj v svojo londonsko trdnjavo razbite, je Ludvik obupno potreboval okrepitve iz Francije. Floto, ki je prevažala okrepitve, je  angleška flota 24. avgusta uničila v bitki  pri Sandwichu in Ludvik je bil prisiljen zaprositi za mir.

## Regentstvo
Filip II. je umrl julija 1223. Ludvik VIII. in Blanka pa sta bila kronana 6. avgusta. Po Ludvikovi smrti novembra 1226 zaradi griže je Blanka, stara 38 let, postala regentka in varuhinja svojih otrok. Od njenih dvanajstih ali trinajstih otrok jih je šest umrlo. Ludvik, kasnejši kralj Ludvik IX., je bil ob očetovi smrti star komaj dvanajst let. Kronan je bil v Reimsu, mesec dni po očetovi smrti. Blanka je prisilila barone, da so mu prisegli zvestobo. Razmere v kraljestvu so bile kritične, saj je Ludvik VIII. umrl, ne da bi popolnoma podredil svoje južne plemiče. Kraljeva mladoletnost je kapetske posesti naredila še bolj ranljive. Da bi okrepila svoj položaj, je Blanka osvobodila flandrijskega grofa Ferdinanda, ki je bil v ujetništvu od bitke pri Bouvinesu. Filipu I., grofu Boulognskemu, sinu Filipa II. in njegove kontroverzne žene Agneze Meranske, je odstopila zemljo in gradove.
Več ključnih baronov, na čelu z bretanskim vojvodom Petrom Mauclercom, ni priznalo mladega kralja in ni bilo zadovoljno z njeno vladavino.
Leta 1229 je uspela skleniti Pariški sporazum, s katerim se je grof Rajmond VII. Toulouški podredil Ludviku. Po določbah sporazuma se je njegova hči in dedinja Ivana poročila z Blankinim sinom Alfonzom, grofija pa je lahko prešla le na njegove dediče. Vsa ozemlja, ki jih je osvojil Simon de Montfort, je prepustil francoski kroni. Podpis sporazuma je pomenil tudi konec albižanske križarske vojne. 
Da bi preprečila Henriku III. Angleškemu, da bi s poroko pridobil še več francoskega ozemlja, mu je odrekla prvi dve nevesti. Henrik se je leta 1226 poskušal poročiti z Mauclercovo hčerko Jolando Bretansko, a je Blanka prisilila njenega očeta, da jo je poročil z Blankinim sinom Ivanom. Ko se je Henrik zaročil z grofica Ivano Ponthieujsko, je Blanka dosegla, da je papež zavrnil poroko  na podlagi krvnega sorodstva. 
Leta 1230 je Henrik III. napadel Francijo. Vojvoda Mauclerc je podprl Angleže in Bretanja se je leta 1230 uprla kroni. V Bretaji se je izkrcalo  275 vitezov in vojakov in kampanja je sprva dobro kazala. Blankine čete so bile neposlušne in niso hotele služiti več kot štirideset dni, kot je bilo zapisano v pogodbi. Po štiridesetih dneh je večina vojske razpadla. Henrik III. je nadaljeval pohod brez resnega odpora.
Medtem so se Blanki odkrito uprli tudi normandijski plemiči. Henrik se ni odzval na nasvete svojega svetovalca in nekdanjega regenta, kentskega grofa Huberta de Burgha, naj podpre upornike, ampak se je odpravil v Akvitanijo, verjetno zaradi porasta nemirov v tej pokrajini. Oblegal je Mirabeau in nadaljeval pohod proti Bordeauxu, s čimer je zavaroval jug Francije, a je hkrati izgubil ogromne vsote denarja in bil prisiljen vzeti posojila. Še huje je bilo to, da Akvitaniji sploh ni resno grozila okupacija Francozov, saj so ostanki francoske kraljeve vojske poskušali zatreti upor v Šampanji, daleč od Akvitanije.
Henrikova vojaška operacija še vedno ni povsem propadla. Z milico z La Réola mu je uspelo dobiti denar, vojaške stroje in puščice za samostrele. Z vojsko je krenil severu v Poitou, toda darila, ki jih je Blanka poslala Hugu X. Lusignanskemu in Rajmondu I., vikontu Thouarsuja, so ohranila njuno zvestobo Franciji. Lokalni gospodje na drugi strani Henriku niso odpustili, da ni podprl upora v Bretaniji in je preostanek denarja porabil za pojedine. Kralj se je vrnil v Anglijo in dosegel zelo malo. Izgubil je denar in ugled, a na srečo brez večjih žrtev. Upor v Bretanji je zamrl, kar je stabiliziralo Blankino in Ludvikovo oblast. Henrikov neuspeh je Mauclerca prisilil, da se je leta 1234 odločil podpreti Ludvika. 
Ludvik je svoje kraljestvo dolgoval svoji materi in ostal pod njenim vplivom vse njeno življenje.

## Kraljica mati
Ludvik se je začel vključevati v politične zadeve z razglasitvijo polnoletnosti, vendar je Blanka ostala zelo vplivna in močna tako v politiki kot v dvornih zadevah. Da bi pridobila večji vpliv v Provansi, je leta 1234 Ludvika poročila z Margareto Provansalsko, najstarejšo hčerko provansalskega grofa Ramona in Beatrice Savojske. 
S snaho ni imela dobrega odnosa, morda zaradi želje ohraniti nadzor nad sinom. Pred prihodom nove kraljice je Blanka veljala za lepotico. Njeno lepoto so opevali v pesmih, po prihodu nove kraljice pa se je pozornost obrnila nanjo.
Leta 1239 je Blanka vztrajala pri pravičnem ravnanju z Judi, ki jim je grozil naraščajoč antisemitizem v Franciji. Predsedovala je formalnemu zboru na kraljevem dvoru, na katerem je Ludvik vztrajal pri sežigu Talmuda in drugih judovskih knjig, Blanka pa je temu ugovarjala in podprla pariškega rabina Jehiela, ki je govoril v imenu Judov. Rabinu je obljubila, da sta on in njegovo imetje pod njeno zaščito.

## Drugo regentstvo in smrt
Leta 1248 je Blanka ponovno postala regentka med odsotnostjo Ludvika IX. na sedmi križarski vojni, ki ji je odločno nasprotovala. V katastrofah, ki so sledile, je ohranjala mir, a je hkrati izčrpavala ljudi in denar, da bi pomagala svojemu sinu na vzhodu. Novembra 1252 je v Melunu zbolela. Odpeljali so jo v Pariz, kjer je po nekaj dneh umrla. Pokopali so jo v Maubuissonski opatiji, ki jo je sama ustanovila. Ludvik je za njeno smrt izvedel naslednjo pomlad in menda dva dni zatem ni govoril z nikomer.

## Zasebno življenje
Blanka je bila pokroviteljica umetnosti in imela svojo knjižnico francoskih in latinskih del. Nekatera so bila učbeniki njenega sina. V vsakdanjem življenju je dosledno prakticirala krščanske vrline. Nadzorovala je izobraževanje svojih otrok, ki so se vsi učili latinščine, in pri vseh vztrajala pri pouku o krščanski morali. Ludvik in Izabela, njena edina preživela hči, sta bila kanonizirana.
Blanki se pripisuje avtorstvo pesmi Amours ou trop tard me pris, molitve k Devici Mariji.

## Otroci
- hčerka, rojena leta 1205, ki je umrla kmalu po rojstvu [19]
- Filip (9. september 1209 – pred julijem 1218), julija 1215 zaročen z Agnes Neversko.
- Alfonz (rojen in umrl  26. januarja 1213), Ivanov dvojček.
- Ivan (rojen in umrl  26. januarja 1213), Alfonzov dvojček.
- Ludvik IX. (25. april 1214 – 25. avgust 1270), kralj Francije.
- Robert (25. september 1216 – 9. februar 1250), grof Artoisa, ubit v bitki v Egiptu.
- Ivan (21. julij 1219 – 1232), grof Anjouja in Maine, marca 1227 zaročen z Jolando Britansko.
- Alfonz (11. november 1220 – 21. avgust 1271), grof Poitouja in Auvergneja in s poroko grof Toulouseja.
- Filip Dagobert (20. februar 1222 – 1234[20]).
- Izabela (marec 1224[21] – 23. februar 1270).
- Štefan (konec 1225[22] – zgodaj 1227[23]).
- Karel I.   (konec 1226/začetek 1227 – 7. januar 1285), grof Anjouja in Maine, s poroko grof Provanse in Folcalquierja, kralj Sicilije.